# Automne Pavia
Automne Nicole Virginie Pavia (Péronne, 3 de enero de 1989) es una deportista francesa que compite en judo.
Participó en los Juegos Olímpicos de Londres 2012, obteniendo una medalla de bronce en la categoría de –57 kg. En los Juegos Europeos de Bakú 2015 consiguió una medalla de oro en la prueba por equipo.
Ganó dos medallas de bronce en el Campeonato Mundial de Judo, en los años 2014 y 2015, y cuatro medallas en el Campeonato Europeo de Judo entre los años 2012 y 2016.

## Palmarés internacional
| Juegos Olímpicos   | Juegos Olímpicos      | Juegos Olímpicos  | Juegos Olímpicos |
| Año                | Lugar                 | Medalla           | Categoría        |
| ------------------ | --------------------- | ----------------- | ---------------- |
| 2012               | Londres (Reino Unido) | Medalla de bronce | –57 kg           |
| Campeonato Mundial |                       |                   |                  |
| Año                | Lugar                 | Medalla           | Categoría        |
| 2014               | Cheliábinsk (Rusia)   | Medalla de bronce | –57 kg           |
| 2015               | Astaná (Kazajistán)   | Medalla de bronce | –57 kg           |
| Juegos Europeos    |                       |                   |                  |
| Año                | Lugar                 | Medalla           | Categoría        |
| 2015               | Bakú (Azerbaiyán)     | Medalla de oro    | Equipo           |
| Campeonato Europeo |                       |                   |                  |
| Año                | Lugar                 | Medalla           | Categoría        |
| 2012               | Cheliábinsk (Rusia)   | Medalla de bronce | –57 kg           |
| 2013               | Budapest (Hungría)    | Medalla de oro    | –57 kg           |
| 2014               | Montpellier (Francia) | Medalla de oro    | –57 kg           |
| 2016               | Kazán (Rusia)         | Medalla de oro    | –57 kg           |